# Rodzina Mendelssohnów
Rodzina Mendelssohnów – rodzina pochodzenia żydowskiego, która wydała na świat wielu kupców, bankierów, myślicieli, malarzy, historyków, inżynierów, techników, reżyserów, muzyków i kompozytorów. Zamieszkiwali oni większość Europy. Przedstawicielami rodziny byli m.in.: Moses, Fanny, Felix czy Arnold Ludwig.

## Historia rodziny
Zdecydowana większość Żydów w Prusach do roku 1845 nie miała własnego nazwiska. Rodzina Mendelssohnów miała nazwisko rodowe od XVIII wieku za sprawą Mosesa Mendelssohna. Pochodzi ono od imienia ojca Mosesa – Mendla.
Po roku 1816 znaczna część rodziny przeszła na protestantyzm, co stawiało ich w zupełnie innej sytuacji prawnej. Większość rodziny była bardzo postępowa i nie akceptowała ortodoksyjnego, a nawet oświeconego judaizmu.

## Członkowie
- Mendel Heymann (1683-1766), pisarz gminy żydowskiej w Dessau.
  - Moses Mendelssohn (1729-1786), niemiecki filozof.
    - Dorothea Schlegel (faktycznie Brendel Mendelssohn) (1763-1839), pisarka.
      - Johannes Veit (1790-1854), malarz.
      - Philipp Veit (1793-1877), malarz.

    - Joseph Mendelssohn (1770-1848), bankier.
      - Benjamin (Georg) Mendelssohn (1794-1874), geograf.
      - Alexander Mendelssohn (1798-1871), bankier.
        - Franz von Mendelssohn (1829-1889), bankier.
          - Robert von Mendelssohn (1857-1917), bankier.
          - Franz von Mendelssohn (1865-1935), bankier.
            - Lilli Bohnke z domu Mendelssohn (1897-1928), wiolonczelistka.
              - Robert-Alexander Bohnke (1927-2004), pianista.

            - Robert von Mendelssohn (1902-1996), bankier.

        - Clara Mendelssohn (1840-1927), żona psychiatry Carla Westphala.
          - Alexander Carl Otto Westphal (1863-1941), neurolog.

    - Henriette (Maria) Mendelssohn (1774-1831).
    - Abraham Mendelssohn Bartholdy (ur. 10 grudnia 1776; zm. 19 października 1835), bankier.
      - Fanny Hensel z domu Mendelssohn (1805-1847), kompozytorka.
      - Felix Mendelssohn-Bartholdy (1809-1847), kompozytor.
        - Karl Mendelssohn-Bartholdy (1838-1897), dziennikarz, historyk.
        - Paul Mendelssohn-Bartholdy (1841-1880), chemik.

      - Rebecca Mendelssohn-Bartholdy (1811-1885), żona matematyka Petera Dirichleta.
      - Paul Mendelssohn-Bartholdy (1812-1874), bankier.
        - Ernst von Mendelssohn-Bartholdy (1846–1909), bankier.
          - Paul von Mendelssohn-Bartholdy (1875–1935), bankier.

    - Karl Theodor Nathan Mendelssohn (ur. 8 grudnia 1782; zm. 8 stycznia 1852).
      - Arnold Mendelssohn (1817-1854), lekarz.
      - Ottilie Mendelssohn (1819-1848), żona matematyka Ernst Eduard Kummer.
      - Wilhelm Mendelssohn (1821-1866), inżynier.
        - Arnold Ludwig Mendelssohn (1855-1933), kompozytor.